# Rapid Exchange of Information System
Das Rapid Exchange of Information System (RAPEX) ist ein Schnellwarnsystem der EU für den Verbraucherschutz.

## RAPEX
Über RAPEX werden Informationen aus den Mitgliedsstaaten über gefährliche oder potenziell gefährliche Verbrauchsgüter (ausgenommen Lebens- und Futtermittel, siehe RASFF und pharmazeutische Produkte sowie Medikamente) ausgetauscht. Darunter fallen beispielsweise Produkte wie Kleidung, Schuhe, Kosmetik, Schmuck oder Kinderspielzeug mit gesundheitsschädlichen Bestandteilen oder Beschaffenheit oder auch Produkte mit technischen Mängeln wie Kraftfahrzeuge oder Elektrogeräte, bei denen Stromschlag- oder Entflammungsgefahr besteht.
RAPEX bezweckt auch einen schnellen EU-weiten Informationsaustausch über Folgemaßnahmen wie Rückhol- oder Rückrufaktionen, ganz gleich, ob es sich um obligatorische Maßnahmen der einzelstaatlichen Behörden oder um freiwillige Maßnahmen der Hersteller und Händler handelt. Zur Überwachung der Maßnahmen werden europaweit den örtlich und sachlich zuständigen Behörden beispielsweise der Lebensmittelüberwachung entsprechende Lieferlisten übermittelt.
Grundlage für die Errichtung von RAPEX ist die Richtlinie 2001/95/EG des Europäischen Parlaments und des Rates vom 3. Dezember 2001 über die allgemeine Produktsicherheit, die in Texten der EU regelmäßig mit RaPS abgekürzte sogenannte Produktsicherheitsrichtlinie, welche am 15. Januar 2004 in Kraft getreten ist: „Mit Artikel 12 der Richtlinie 2001/95/EG ist ein gemeinschaftliches System zum raschen Austausch von Informationen über die Gefahren bei der Verwendung von Konsumgütern (Community system for the rapid exchange of information on dangers arising from the use of consumer products, ‚RAPEX‘) geschaffen worden, anhand dessen Informationen über Maßnahmen und Aktionen, die gegenüber Produkten ergriffen wurden, die ein Gesundheits- und Sicherheitsrisiko für Verbraucher aufweisen, schnell zwischen den Mitgliedstaaten und der Kommission ausgetauscht werden können.“ Meldepflichtig ist eine ernste Gefahr, eine vertrauliche Behandlung kann beantragt werden. Zu melden sind auch die Folgemaßnahmen und die örtlichen Marktüberwachungsbehörden haben insbesondere zu kontrollieren, ob die Produkte tatsächlich vom Markt genommen sind und nicht etwa in den Online-Handel gelangen.
Die Generaldirektion Gesundheit und Verbraucher der Europäischen Kommission veröffentlicht wöchentlich einen Bericht über aktuelle RAPEX-Warnungen. Zusammenfassungen der RAPEX-Meldungen sind über ihr seit 2019 sogenanntes „Safety Gate“ im Internet abrufbar. In Deutschland erstellt die Bundesanstalt für Arbeitsschutz und Arbeitsmedizin (BAuA) die Meldungen an RAPEX, die auch über die bei ihr geführte Produktsicherheitsdatenbank mit oft näheren Daten beispielsweise zum Hersteller über Internet abrufbar sind.

## ICSMS
Neben dem Schnellwarnsystem RAPEX wird weiterhin das internetgestützte Informations- und Kommunikationssystem zur europaweiten Marktüberwachung von technischen Produkten (ICSMS für englisch internet-supported information and communication system for the pan-European market surveillance of technical products) betrieben, das sich vor allem an die Behörden richtet und auch Hinweise auf Produktfälschungen enthält. Für Verbraucher stellt es zusätzlich zu einem weiteren Instrument zur Recherche von Warnungen vor einem gefährlichen technischen Produkt (anders als bei RAPEX) auch die Möglichkeit bereit, die richtige Behörde für ausdrücklich bezweckte Meldungen „schwarzer Schafe“ zu finden.